# Zygogynum stipitatum
Zygogynum stipitatum är en tvåhjärtbladig växtart som beskrevs av Henri Ernest Baillon. Zygogynum stipitatum ingår i släktet Zygogynum och familjen Winteraceae. Inga underarter finns listade.